# Пьедади-дус-Жерайс
Пьедади-дус-Жерайс (порт. Piedade dos Gerais)  —  муниципалитет в Бразилии. входит в штат Минас-Жерайс. Составная часть мезорегиона Агломерация Белу-Оризонти. Входит в экономико-статистический  микрорегион Итагуара, который входит в Агломерация Белу-Оризонти. Население составляет 4309 человек на 2006 год. Занимает площадь 260,633 км². Плотность населения — 16,5 чел./км².

## История
Город основан 31 декабря 1962 года. 

## Статистика
- Валовой внутренний продукт на 2003 год составляет 13 430 946,00 реалов (данные: Бразильский институт географии и статистики).
- Валовой внутренний продукт на душу населения на 2003 год составляет 3128,57 реалов (данные: Бразильский институт географии и статистики).
- Индекс развития человеческого потенциала на 2000 год составляет 0,694 (данные: Программа развития ООН).

## География
Климат местности: горный тропический.